# Бассингтуэйт, Левин
Левин Бассингтуэйт (англ. Lewin Bassingthwaighte; 1928, Саутминстер — 1983) — британский художник.
Учился в Технической школе Юго-Восточного Эссекса, Школе искусств Святого Мартина и, в 1950—1953 гг., в Королевском колледже искусств. Вместе с женой, художницей и писательницей Ингер Бассингтуэйт (урождённая Мадсен; 1937—2021), некоторое время жил в Дании, работал в разные годы в Венеции, Равелло, Алгарве. Занимался вначале иллюстрацией и плакатом (серия «Наслаждайтесь своим Лондоном», англ. Enjoy Your London). Выставлялся начиная с 1952 года, в том числе в 1964—1972 гг. в лондонской Галерее Пиккадилли. Преподавал гравюру и литографию в Школе искусств Челси (ныне в составе Лондонского университета искусств).
Работы находятся в различных собраниях, в том числе в Музее Виктории и Альберта (гравюры), Галерее и музее «Виктория» в Ливерпуле («Портрет Эзры Паунда»), в коллекции Совета по искусству Англии в Саутбэнк Центре («Входная дверь»), в галерее «Таунер» в Истборне («Интерьер с детьми»), в собрании муниципального совета Лестершира («Девочка с повязкой на голове») и т. д. Известен также выполненный Бассингтуэйтом портрет Бертрана Рассела в поздние годы жизни.